# Girls’ School (Lied)
Girls’ School (englisch für „Mädchenschule“) ist ein Lied der britischen Musikgruppe Wings, das 1977 als Doppel-A-Seite der Single Mull of Kintyre / Girls’ School veröffentlicht wurde. Es war die 17. Single der Wings, in Deutschland die 18. Komponiert wurde es von Paul McCartney.

## Hintergrund
Girls’ School wurde von Paul McCartney im Dezember 1975 auf Hawaii unter dem Originaltitel "Love School" geschrieben. McCartney ließ sich von einer Liste pornografischer Filmtitel in einer amerikanischen Publikation inspirieren. McCartney sagte dazu: „Der Song entstand, als wir unsere Tour durch Australien beendet hatten und nach der Tour über Hawaii zurückkamen, um eine Art Urlaub zu machen. Ich habe in einer dieser amerikanischen Zeitungen geblättert und auf der Rückseite, am Ende des Unterhaltungsteils, sind immer die Pornofilme. Ich mochte die Titel sehr, also habe ich im Grunde alle Titel genommen und einen Song daraus gemacht. Zum Beispiel gab es einen Film namens School Mistress, einen anderen namens Curly Haired, einen namens Kid Sister und einen anderen namens The Woman Trainer und ich mochte diese Titel so sehr, dass ich sie einfach zu einem Song verwoben habe. Es ist ein bisschen wie ein pornografischer St. Trinians.“
Mull of Kintyre / Girls’ School wurde am 11. November 1977 bei Capitol Records veröffentlicht. Die Single wurde als Doppel-A-Seite produziert; auf der Rückseite befindet sich der Song Mull of Kintyre, es wurde die kommerziell erfolgreichste Single der Wings, obwohl sie in den USA nur den Platz 33 der Charts erreichte. In den USA wurde Girls’ School als A-Seite beworben. Paul McCartney sagte zur Doppel-A-Seite: „Die Idee, eine Doppel-A-Seite zu haben, war, dass, wenn jemand dachte, wir stünden nur auf Balladen, es das Gegenteil gab, um zu beweisen, dass wir alle Arten von Songs machen. Ich denke, es mag einige Leute geben, die die rockigere Seite bevorzugen, nämlich die "Girls School"-Seite.“
Für Girls’ School wurde kein Musikvideo gedreht und Wings spielten Girls’ School auch nicht live.

## Aufnahme
Girls’ School wurde erstmals von den Wings im Februar 1977 eingespielt, dann erneut am 14. März in den Londoner Abbey Road Studios. Im August 1977 wurde das Lied im Spirit Of Ranachan Studio, Campbeltown, Schottland mit Paul McCartney als Produzenten fertiggestellt. Geoff Emerick war der Toningenieur der Aufnahmen.
Besetzung:
- Paul McCartney: Gesang, E-Gitarre, Bassgitarre, Keyboard, Perkussion
- Linda McCartney: Perkussion, Hintergrundgesang
- Denny Laine: E-Gitarre, Perkussion, Hintergrundgesang
- Jimmy McCulloch: E-Gitarre, Hintergrundgesang
- Joe English: Schlagzeug, Perkussion

## Coverversionen
Es gibt eine Coverversion von Girls’ School von der Gruppe Catfight!.

## Veröffentlichung
- Am 11. November 1977 erschien die Single Mull of Kintyre / Girls’ School,[4] die der erste Nummer-eins-Hit für Paul McCartney in Großbritannien wurde. In den USA wurde Girls’ School als A-Seite beworben. Dort wurde auch eine gekürzte Version (3:19) von Girls’ School und Mull of Kintyre als Promotionsingle veröffentlicht; diese Version wurde am 28. August 1989 für die CD-Version in Europa verwendet.[5] Die britische Promotionsingle enthält ebenfalls eine gekürzte Version von Mull of Kintyre und Girls’ School.[6] In Israel wurde die Single auf rotem,[7] gelbem[8] und blauem[9] Vinyl veröffentlicht. In der DDR wurde die Single Mull of Kintyre / Girls’ School im Jahr 1980 mit einer anderen Covergestaltung vertrieben.[10] Es war die einzige Single von den Wings/Paul McCartney, die in der DDR veröffentlicht wurde.[11]
- Am 7. Juni 1993[12] wurde die CD London Town in einer von Peter Mew remasterten Version mit den Bonusliedern Mull of Kintyre / Girls’ School veröffentlicht.[13]